# Saint-Martin-de-Sallen
Saint-Martin-de-Sallen ist eine ehemalige französische Gemeinde im Département Calvados in der Region Normandie. Am 1. Januar 2016 wurde Saint-Martin-de-Sallen im Zuge einer Gebietsreform zusammen mit vier benachbarten Gemeinden als Ortsteil in die neue Gemeinde Thury-Harcourt-le-Hom eingegliedert. Saint-Martin-de-Sallen hatte zuletzt 618 Einwohner (Stand: 1. Januar 2013).

## Geografie
Saint-Martin-de-Sallen ist der flächenmäßig größte Ortsteil von Thury-Harcourt-le-Hom und liegt etwa 28 km nordwestlich von Falaise und in gleicher Entfernung südsüdwestlich von Caen. Umgeben wird es von Curcy-sur-Orne, auch ein Teil von Thury-Harcourt-le-Hom, im Norden, Thury-Harcourt, Verwaltungssitz von Thury-Harcourt-le-Hom, im Nordosten, Esson im Osten, Caumont-sur-Orne, ebenfalls Thury-Harcourt-le-Hom, im Südosten, Culey-le-Patry im Süden und Südwesten, Campandré-Valcongrain im Westen sowie Hamars, westlichster Teil von Thury-Harcourt-le-Hom, in nordwestlicher Richtung.

## Bevölkerungsentwicklung
| Jahr                             | 1793  | 1836  | 1876 | 1926 | 1946 | 1968 | 1990 | 2013 |
| Einwohner                        | 1.311 | 1.261 | 960  | 612  | 608  | 552  | 457  | 618  |
| Quelle: Cassini, EHESS und INSEE |       |       |      |      |      |      |      |      |

## Sehenswürdigkeiten
- Kirche Saint-Martin aus dem 12. Jahrhundert
- Wegkapelle Saint-Joseph von 1871
- Lavoirs (Waschhäuser)

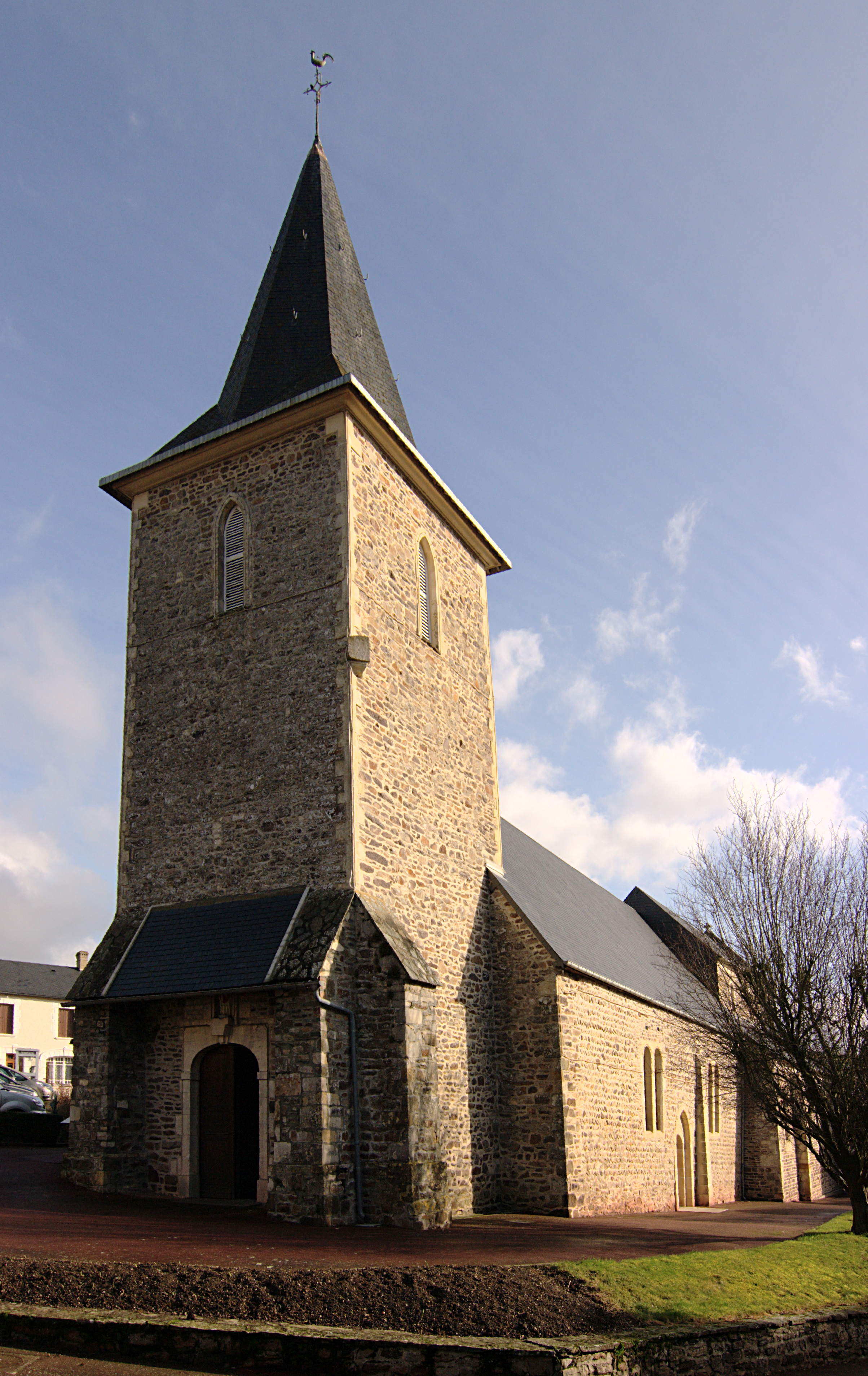
Kirche Saint-Martin
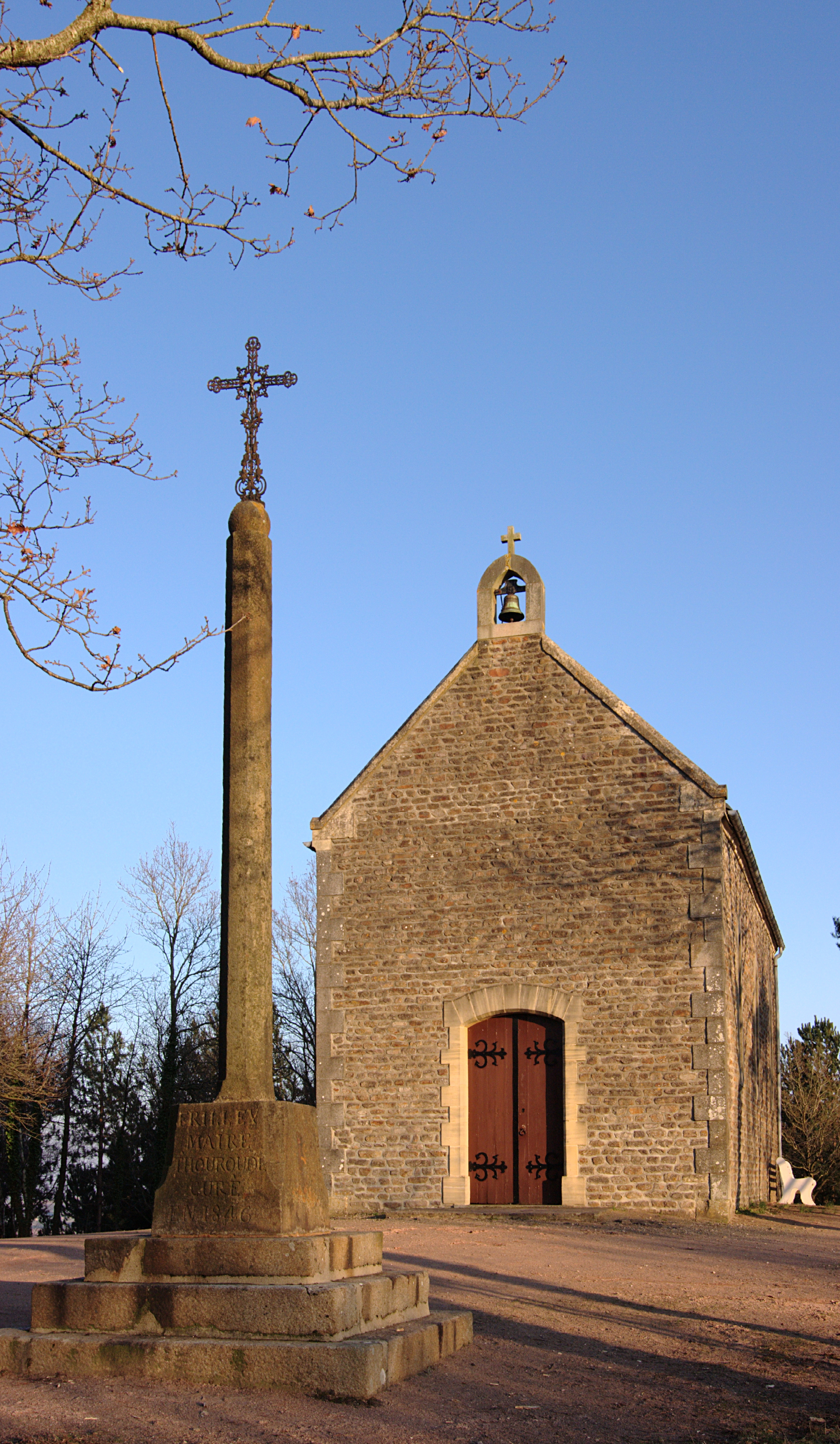
Wegkapelle Saint-Joseph
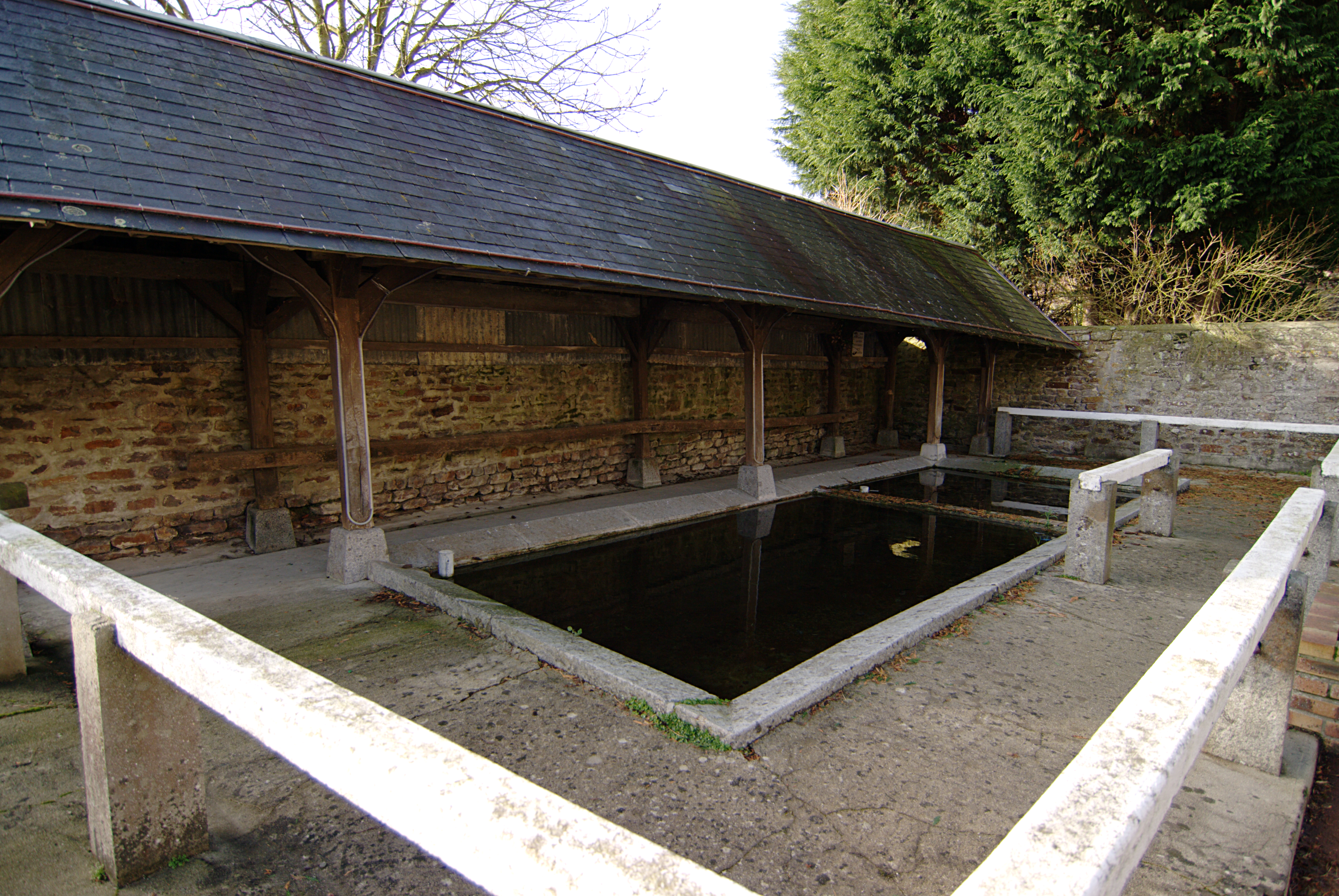
Eines der zwei Waschhäuser